# Hiriyur, Sakleshpur
Hiriyur là một làng thuộc tehsil Sakleshpur, huyện Hassan, bang Karnataka, Ấn Độ.